# Jean Laurent (homme politique)
Pour les articles homonymes, voir Laurent et Jean Laurent.
Jean Laurent, né le 12 juillet 1858 à Yvias et mort le 11 août 1937 à Yvias, dans le département des Côtes-du-Nord, est un avocat et un homme politique français.

## Biographie
Fils d'un menuisier, il devient avocat et homme de lettres. Également rédacteur au Journal de Paimpol, il est élu maire de sa ville natale en 1898 et sera systématiquement reconduit jusqu'en 1935. En 1919, il devient également conseiller général de Paimpol, mandat qu'il conserve jusqu'en 1931.
Investi par le Congrès républicain lors du scrutin législatif de 1928, il se présente aux élections en se réclamant de l'action de Poincaré. Son programme est celui d'un homme du centre-gauche laïc et social ; il se déclare ardent défenseur de l'école laïque respectueux de la liberté de conscience et proclamant dans sa profession de foi : « Protégeons l'agriculture, accordons une pension de retraite au bout de 25 ans de navigation à nos marins-pêcheurs, déclarons la guerre au taudis, à l'alcoolisme et à la tuberculose, donnons à notre flotte et à notre armée, tout en travaillant au maintien de la paix, le moyen de résister à toute agression ».
Après avoir très nettement distancé le député sortant Armand Waron, de l'Alliance démocratique, il est élu député, à l'issue d'un second tour serré, et entre à la Chambre des députés à près de 70 ans. Il y rejoint le groupe parlementaire de la Gauche radicale, principale émanation de la nébuleuse des Radicaux indépendants à la Chambre basse. Il s'inscrit à la commission de la marine marchande, de l'aéronautique civile, commerciale, militaire, maritime et coloniale ainsi qu'à la commission des pensions.
Sa santé ne lui permet pas de briguer le renouvellement de son mandat en 1932. Il se retire alors de la vie politique et meurt dans sa ville natale en 1937

## Sources
- « Jean Laurent (homme politique) », dans le Dictionnaire des parlementaires français (1889-1940), sous la direction de Jean Jolly, PUF, 1960 [détail de l’édition]